# Fanala abbreviata
Fanala abbreviata är en fjärilsart som beskrevs av Sir George Hamilton Kenrick 1914. Fanala abbreviata ingår i släktet Fanala och familjen tofsspinnare. Inga underarter finns listade i Catalogue of Life.